# Galttjärnen, Medelpad
Galttjärnen är en sjö i Sundsvalls kommun i Medelpad och ingår i Ljungan-Gnarpsåns kustområde. Sjön har en area på 0,0685 kvadratkilometer och ligger 3 meter över havet.

## Delavrinningsområde
Galttjärnen ingår i det delavrinningsområde (689722-158985) som SMHI kallar för Rinner mot N M Bottenhavets kustvatten. Medelhöjden är 4 meter över havet och ytan är 1,56 kvadratkilometer. Det finns inga avrinningsområden uppströms utan avrinningsområdet är högsta punkten. Avrinningsområdets utflöde mynnar i havet, utan att ha någon enskild mynningsplats. Avrinningsområdet består mestadels av skog (89 procent). Avrinningsområdet har 0,39 kvadratkilometer vattenytor vilket ger det en sjöprocent på 2,8 procent.